# Shâh Jahân II
Shâh Jahân II (Roi du monde II en persan), de son vrai nom Mirza Rafi-ud-Daulah, né en juin 1696 (Empire moghol) et mort le 17 septembre 1719 à Bidyapur (Empire moghol, aujourd'hui au Népal), est le douzième empereur moghol. Son bref règne commence le 6 juin 1719 et se termine à sa mort.
Après avoir été choisi par les frères Sayyid, il succède à l'empereur Rafi-ud-Darajat le 6 juin 1719. Shâh Jahân II a également servi de figure de proue aux frères Sayyid  et servira comme empereur jusqu'à sa mort par la tuberculose le 17 septembre 1719.

## Vie personnelle
Shâh Jahân II était le deuxième fils de Rafi-ush-Shan et le petit-fils de Bahadur Khan  On ne connait pas date de naissance exacte, mais on pense qu'il avait dix-huit mois de plus que son frère Rafi ud-Darajat. On ne sait pas non plus s'il s'est marié ou s'il a eu des enfants. 

## Règne

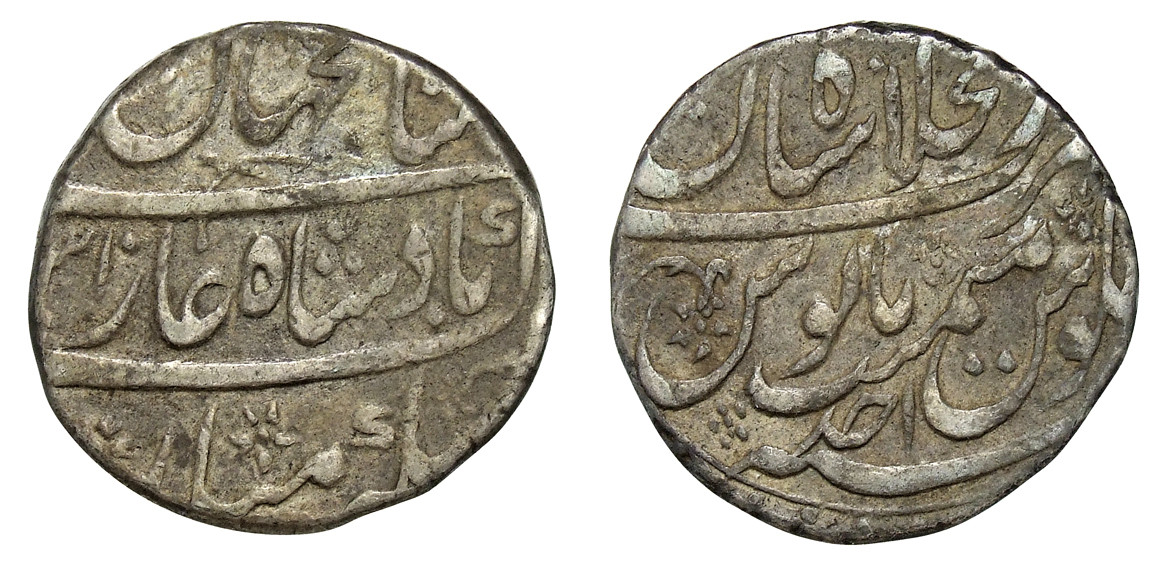
Pièce de monnaie sous Shâh Jahân II

Rafi ud-Daulah monte sur le trône le 6 juin 1719 après la mort de son petit frère Rafi ud-Darajat des suites de la tuberculose. Son couronnement a lieu au Diwan-i-Khas du Fort Rouge. Il prend le titre de Shâh Jahân II. 
Tout comme son frère avant lui, Shâh Jahân II est choisi par les frères Sayyid et n'exerce aucun pouvoir.  Son nom est lu lors de la khutbah pour la première fois le 13 juin. Sa première apparition au Diwan-i-Am a lieu le 11 juin. Sans la présence de l'un des frères Sayyid, il ne lui était pas autorisé de rencontrer un noble ou d'assister au jumu'ah. 

## Décès
Shâh Jahân II souffrait de tuberculose tout comme son petit frère. Il était inapte à exercer ses devoirs de dirigeant, physiquement comme mentalement. Il décède le 17 septembre 1719 à Bidyapur (actuellement au Népal). Il a été enterré aux côtés de Rafi ud-Darajat au dargah de Qutbuddin Bakhtiar Kaki à Mehrauli à Delhi.